# De renner
De renner is een boek van de Nederlandse schrijver Tim Krabbé. Het boek werd uitgegeven in 1978 door uitgeverij Thomas Rap.

## Inhoud
Het boek is een autobiografie, waarin Tim Krabbé vertelt hoe hij als wielrenner deelnam aan de Ronde van Mont Aigoual. Verder vertelt hij uitgebreid over zijn sportcarrière en over de wielersport in zijn algemeenheid. Daarnaast vindt men in het boek verschillende wieleranekdotes en het ‘Klein wieleralfabet’.
In totaal behandelt het boek de periode van 1948 tot 1978. De gebeurtenissen worden niet in chronologische volgorde verteld. Het grootste gedeelte van het boek gaat over de wedstrijd, die op 26 juni 1977 plaatsvond. Krabbé vertelt in het begin hoe hij voor de wedstrijd de andere deelnemers alvast observeert en zich klaarmaakt voor de start. Daarna volgt een gedetailleerde beschrijving van het 137 kilometer lange parcours. Gedurende het eerste stuk van de wedstrijd rijdt hij in het peloton. Wanneer de klim naar de Causse Méjean begint, breekt Krabbé samen met nog wat wielrenners los van het peloton en begint de kopgroep van zeven renners, die al eerder is losgebroken van het peloton, in te halen. Bij de afdaling na 61 kilometer raakt hij zijn voorsprong echter weer kwijt.
Na de afdaling rijdt Krabbé verder in een groep die verder bestaat uit Kleber, Lebusque, Reilhan, Barthelemy en Teissonnière. Barthelemy wil echter geen kopwerk doen, tot ergernis van Krabbé. Deze laat daarom een gat vallen en blijft met Barthelemy achter. Later laat hij zich nog verder terugzakken daar hij Barthelemy niet helemaal naar de finish wil brengen.
Dan volgt de klim naar Mont Aigoual, met 1567 meter het hoogste punt op de route. Krabbé arriveert samen met Kleber als eerste in Camprieu. Na 118 kilometer krijgt Krabbé een lekke band. Zijn verzorger Stephan, die volgt in een auto, herstelt snel de fiets. Nauwelijks is hij weer op weg, of vermoeidheid begint hem parten te spelen. Even ziet hij het niet meer zitten. Uiteindelijk haalt Lebusque hem in, en helpt hem er weer bovenop.
De wedstrijd eindigt met de eindsprint in Meyrueis, iets waar Krabbé zich al de hele wedstrijd mentaal op voorbereidt. De sprint duurt in totaal 12 seconden en gaat tussen Krabbé en Reilhan. Uiteindelijk wint Reilhan met een paar centimeter verschil. Krabbé wordt tweede.